# Скотт Александер и Ларри Карашевски
Скотт Александер и Ларри Карашевски — американские киносценаристы и соавторы. Скотт Александер (англ. Scott Alexander; род. 16 июня 1963, Лос-Анджелес, Калифорния) и Ларри Карашевски (англ. Larry Karaszewski; род. 20 ноября 1961, Саут-Бенд, Индиана). Познакомились в Университете Южной Калифорнии, где были соседями по комнате; окончили школу кинематографических искусств в 1985 году.

## Биография
Их первым успехом стала популярная, но высмеянная критиками комедия «Трудный ребёнок» (1990). Александер и Карашевски утверждают, что их оригинальный сценарий был сложной чёрной комедией, но студия разбавила его до неузнаваемости.
В 1994 году, Александер и Карашевски убедили Тима Бёртона снять байопик об Эдварде Д. Вуде-мл. Они написали сценарий за шесть недель.
Они также адаптировали повесть Стивена Кинга «1408», переписали «Марс атакует!» и «Халка», а так же работали над рядом семейных фильмов, таких как «Агент Коди Бэнкс» и ремейк 1997 года «Эта дикая кошка». В 2000 году они сделали свой режиссёрский дебют в фильме «История одного похищения». Фильм хорошего приема не получил.
Дуэт написал сценарий к фильму Тима Бёртона «Большие глаза» (2014), байопику о художнице Маргарет Кин. Они были намечены на место режиссёров, но позже были освобождены. Они должны были работать с Бёртоном над новым кукольным фильмом о Семейке Аддамс, но проект был закрыт в 2013 году.
Они работают над своим первым телесериалом жанра криминальной драмой-антологией «Американская история преступлений», первый сезон, которой будет основан на суде О. Дж. Симпсона.

## Фильмография
- Трудный ребёнок / Problem Child (1990)
- Трудный ребёнок 2 / Problem Child 2 (1991)
- Эд Вуд / Ed Wood (1994)
- Народ против Ларри Флинта / The People vs. Larry Flynt (1996)
- Эта дикая кошка / That Darn Cat (1997)
- Человек на Луне / Man on the Moon (1999)
- История одного похищения / Screwed (2000) (также режиссёры)
- Агент Коди Бэнкс / Agent Cody Banks (с Эшли Эдвардом Миллером и Заком Стенцом) (2003)
- 1408 / 1408 (с Мэттом Гринбергом) (2007)
- Перси Джексон и Море чудовищ / Percy Jackson: Sea of Monsters (2013) (в титрах не указаны)
- Большие глаза / Big Eyes (2014)
- Ужастики / Goosebumps (2015)
- Американская история преступлений / American Crime Story (2016)
- Меня зовут Долемайт / Dolemite Is My Name (2019)